# 约瑟夫·希克尔斯伯格

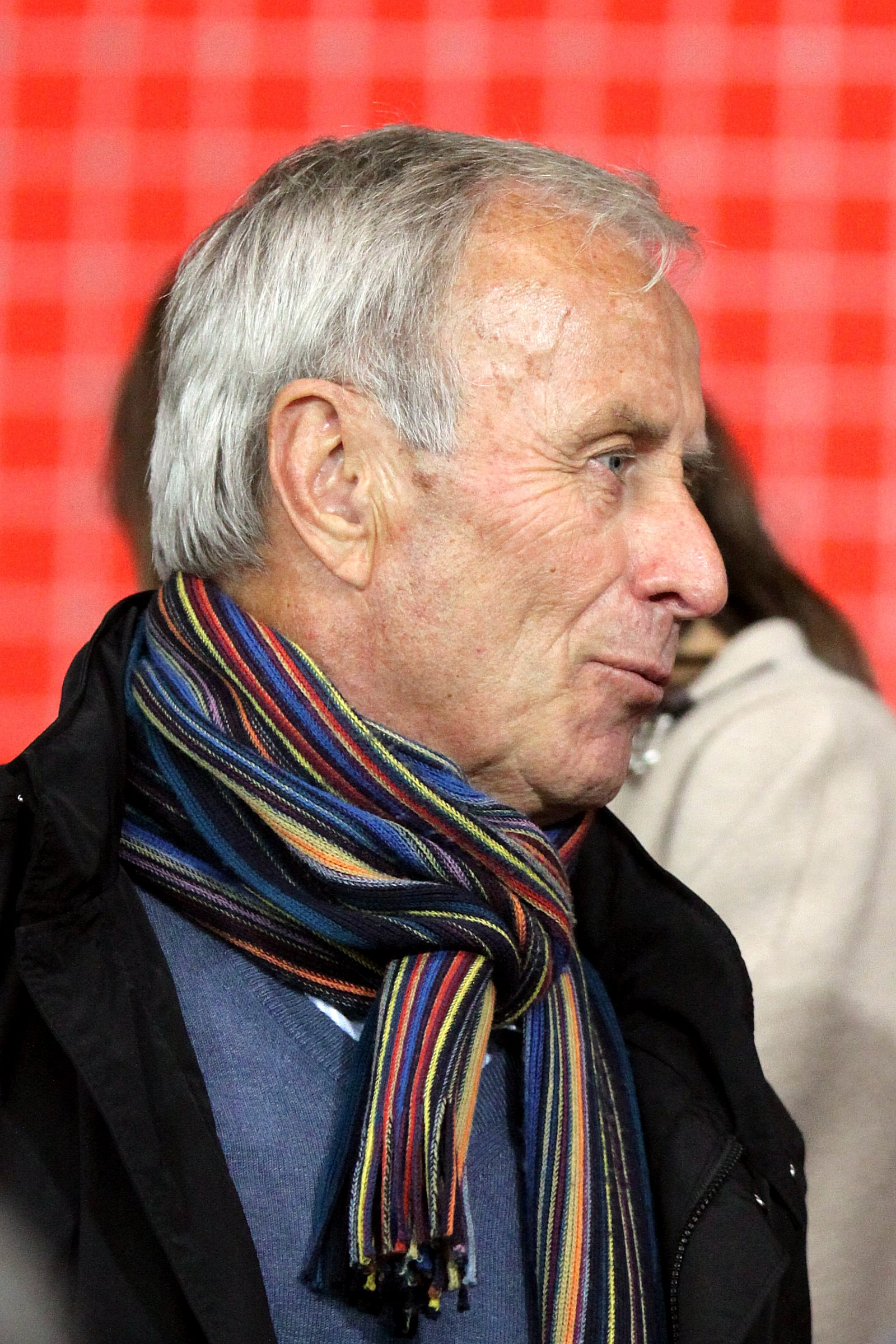
约瑟夫·希克尔斯伯格

约瑟夫·希克尔斯伯格（Josef Hickersberger，1948年4月27日—），奧地利足球教練，也是已退役奧地利足球運動員，曾以球員和教練身份都參加過世界盃決賽階段，2008年曾執教奧地利國家足球隊參加歐洲足球錦標賽。

## 球員時代
希根斯貝加的球員生涯始於1966年，他與奧地利維也納簽約，其後轉會至德甲，加盟奥芬巴赫，其後轉會至杜塞尔多夫。
在1978年世界盃上，他第29次代表國家上陣，該場賽事希根斯貝加表現出色，以3-2擊敗西德，這賽事後他退出了國家隊。希根斯貝加離開德甲，轉會回到家鄉球隊因斯布鲁克，又為維也納迅速效力兩個球季，助球隊奪聯賽冠軍後，決定退役。

## 教練時代
退稅後的希根斯貝加成為了奧地利U21國家隊的教練，1988年接任奧地利國家足球隊主教練，帶領國家隊參加1990年世界盃決賽周。他第29場執教國家隊的賽事中，以0-1負於法羅群島後，決定離任。之後他執教奧地利球隊杜塞尔多夫(1990-1992) 和奧地利維也納(1993/94)。
之後，他決定去中東發展教練事業。他執教過阿赫利、阿拉伯建筑、阿尔沙巴布赫和阿尔瓦斯尔等球隊，亦曾執教過巴林，後來於卡塔爾的阿尔恩特哈德結束中東執教之旅。
2002年，希根斯貝加回到維也納迅速任教，帶領球隊奪2003-04賽季聯賽冠軍，並且帶領維也納迅速進入歐洲冠軍聯賽小組賽階段。2006年6月1日，希根斯貝加再次執教奧地利國家足球隊，此時的奧地利已不復當年之勇，但因為奧地利主辦2008年歐洲國家盃而獲得參賽資格，因此希望希根斯貝加能幫助國家隊在主場取得好成績。雖然奧地利在小組賽出局，但國家隊的表現仍讓人留下深刻印象。在國家隊出局後，希根斯貝加於2008年6月24日向奥地利足协辞职。

## 外部連結
- 2008年歐洲足球錦標賽 官方網頁 奧地利主教練資料